# 播州之役
播州之役，又稱平播，是万历二十八年（1600年）明朝与播州土司之间的战争，与寧夏之役、朝鮮之役合称“万历三大征”。
播州（今贵州省遵义市）地处四川、贵州之间，幅员广袤。杨氏家族自唐末起割據播州，明初获封为播州宣慰使。杨应龙袭位后，与地方豪族“五司七姓”矛盾重重。自万历十七年（1589年）起，五司七姓不断上告楊应龙谋反。贵州省官员主张征剿，四川省官员主张招抚，朝廷举棋不定，杨应龙也在请罪求赎和武力抗剿之间摇摆。
第二次受审后，杨应龙愿意缴纳赎金抵罪，并将次子杨可栋留在重庆作为质子。但楊可栋不久后死于重庆，播州与明朝的关系随之恶化，杨应龙开始袭击川、贵、湖三省的居民点，又歼灭明朝第二次进剿的部队。此时正逢朝鲜之役，明朝军队集中在东北方向，四川兵力空虚。万历二十七年（1599年）六月，杨应龙攻陷綦江，威胁重庆、成都。万历帝震怒，严令进剿。
明军以四川总督、节制三省军事李化龍为总指挥，總兵劉綎、馬孔英、吴广、童元镇、李應祥、陈璘领兵前线，貴州巡撫郭子章、偏沅巡抚江鐸、湖廣巡撫支可大督阵后方，于1600年3月26日（万历二十八年二月十二日）分兵八路，每路约3万人，出征播州。播州军顽强防御，将童元镇率领的乌江一路几乎全歼。然而明军其他路捷报频传，尤以劉綎率领的綦江一路最为善戰，破三峒，克娄山关。杨应龙率九万大军与劉綎部队决战，大败，于是退守海龙囤，负隅顽抗。明军从四月中下旬开始围攻海龙囤，六月初六破内城。楊應龍放火后自縊。
次年，明朝在当地废除土司，改设流官，将播州拆分为遵义府和平越府，分别隶属四川和贵州。改土归流之后，播州地区经济、文化快速发展，并成为中原汉族文化向贵州其他地区传播的跳板。
时人称赞播州之役是明朝在西南少数民族地区最成功的行动，“出师才百十四日，辟两郡二千里封疆，奏二百餘年所未得志于西南夷盛事”:1。另一方面，此役军费和善后开支巨大，达350万两白银。万历三大征让明朝陷入财政危机，为明末民变埋下祸根。

## 前情
杨氏家族自唐末起割據播州，历经数朝，明初获封为播州宣慰使。播州宣慰司隶属四川，地处重庆府与貴陽府之间，幅员广大，下辖黄平、草塘两个安抚司及播州、真州、白泥、餘慶、重安、容山六个长官司。隆庆六年（1573年），杨应龙承袭宣慰使职位。此後多次随明军征讨西番、九丝、膩乃、杨柳沟等地，又向朝廷进贡马匹、木材，万历十五年（1587）升为都指揮使。
黄平、草塘、白泥、餘慶、重安五司偏處於乌江以南，其世袭土司家族对播州的统治不满。杨应龙先是联合七个大姓豪族打压五司，后来又与七姓反目。七姓之一的张家本来跟杨家世代联姻，但杨应龙宠爱小妾田氏，休去正妻张氏，还派人杀死张氏及其母亲，与张家结怨。杨应龙与五司七姓之间的紧张关系，成为播州之乱的肇因。:196-197,378
十七年（1589年），原播州长官司长官何恩、草塘安抚使司家族的宋世臣、张氏之叔张时照联合上奏，告发杨应龙谋反。貴州巡撫葉夢熊、巡按陈效也上书，历数杨应龙罪过，主张征剿。四川巡撫李尚思、巡按李化龍因需要徵调播州土兵以协助防御松潘，故主张招抚，双方分歧极大。
十八年（1590年），明廷决定交由两省官员联合提审，杨应龙则表示愿赴四川，不愿去贵州。二十年（1592年），杨应龙到重庆府受审，被判当斩，愿出2万两白银赎罪。此时朝鮮之役爆发，杨应龙表示愿带5000人参与东征，于是获释放，后因明廷旨意免于出兵。
新任四川巡抚王繼光到任后，严令杨应龙前来结案。杨应龙认为土司在自己境内有生杀予夺的权力，明朝却按照汉地的法律来处理，对判决结果不满，拒绝离开播州。张时照等则继续坚持上奏。二十二年（1594年）初，王继光至重庆，与總兵刘承嗣商议，分三路出兵，进军娄山关，驻扎在白石口。杨应龙佯装投降，暗出奇兵，大败明军。王继光遭罢官，由譚希思接替。
當年十月，兵部侍郎邢玠出任川貴總督。二十三年（1595年），邢玠传檄文给杨应龙，表示若愿意前来受审，可保其不死。五司七姓担心在杨应龙获宽恕后遭受报复，于是从中作梗，被邢玠警告。兵部尚书石星考虑到国内兵力集中在朝鲜，不便再在西南用兵，也向杨应龙表达了从宽处理之意。重庆知府王士琦单骑前往綦江县松坎提人，杨应龙自缚于路旁请罪。经审理，此案判决如下：杨应龙革职，由长子楊朝棟以舍人身份管事；手下黄元等十二人问斩；另需缴纳4万两白银赎罪，次子杨可栋留下作质子。明廷还将播州的一部分权力下放给五司，并对当地的军事部署做出调整。
杨可栋不久后死于重庆。明朝官员拒绝归还尸棺，杨应龙则拒绝缴纳赎金，开始囤积兵力。此后数年间，杨应龙多次袭击四川、贵州、湖广三省的众多居民点，焚烧劫掠，杀害上奏告发的五司七姓仇家。二十七年（1599年）二月，贵州巡抚江東之命令都司杨国柱等率3000人征剿，杨应龙派杨朝栋带兵应对。播州军诱敌深入，一举歼灭明军。明廷遂革江东之职，由郭子章接替；改四川巡抚为总督，由李化龍担任，节制湖广、四川、贵州三省军事。
此时朝鲜之役刚结束，明朝兵力还集中在东北方向。杨应龙领兵8万，于六月廿一攻陷綦江縣城。播州军师孙时泰建议趁四川兵力空虚，一鼓作气，先取重庆，再攻成都，掳掠蜀王作为人质。但杨应龙未采纳该策略，只是新立界碑，向明朝索要儿子尸棺和江津、合江等處領土。綦江沦陷的消息传至京师，万历帝震怒，将听调四川巡抚谭希思、致仕貴州巡抚江东之都褫職为民，永不敘用，并赐李化龍尚方寶劍，严令进剿。
杨应龙意识到明廷无意赦免，遂加大攻势。十一月，攻击黔东各处关卡、卫所，阻断昆明、贵阳东出湖广的驿道。二十八年（1600年）正月，攻打龙泉长官司。当地守備找借口逃跑，但其他人坚决抵抗。播州军久攻不下，又受到石砫土司和酉阳土司的攻击，于是撤兵。

## 平播
随着兵力集结，李化龍开始部署攻势，计划分八路向播州进军。四川四路，原任总兵劉綎出綦江，总兵马礼英出南川，总兵吴广出合江，副總兵曹希彬出永宁，总督李化龍居中策应。贵州三路，总兵童元镇出乌江，参将朱鶴齡出沙溪，总兵李應祥出兴隆，巡抚郭子章坐镇贵阳。湖广一路，总兵陈璘分两翼出偏桥，原定由巡抚支可大移驻沅州。明廷认为湖广地域辽阔，沅州过于偏远，特增设偏沅巡抚，由江鐸担任。每路约3万人，三成是官兵，七成为当地土兵，定于二月十二日发兵。“本部院于二月十二日起马，亲统天下兵马五十万，分十八路并进，前往播州擒拿逆贼杨应龙。凡该州地方汉土官民、九种十三姓杨保人等投降者，全家免死。拒敌者，九族皆诛。” 
明軍以劉綎一路最为善戰，击破楠木、山羊、简台三座险峒，在九盘子大破杨朝栋统率的四五万精兵，攻破娄山关，与杨应龙亲率的九万大军决战，大胜，一路推进至海龍囤下。其他各路也連連告捷，唯独乌江一路不顺。播州军假扮水西、永顺土兵，偷袭乌江关。明军崩溃，争相渡江，大量士兵溺死水中，3万人里只有不到一成生还。贵阳官民震动。童元镇革职，部队交由李應祥指挥。:138-140
杨应龙部队节节败退，退守海龍囤。明军从四月中下旬起先后到达囤下，四面包围，輪番進攻。7月14日，劉綎部队使用當時先進的火器带头攻破土城、月城。次日，内城被破。楊應龍知大勢已去，将内室锁死后放火，再同两位小妾一同自縊。吴广俘虜楊朝棟、田氏等人，冲入火场抢出杨应龙尸体。播州之役就此结束。从八路出师开始，前后共计114天。

## 后续
李化龍押送58人及楊應龍屍体到北京。1601年1月29日，天氣很寒冷，神宗在萬曆朝鮮之役一樣的獻俘「禮」後依照官員的奏章令人將实年58歲杨应龙挫尸，儿子26歲杨朝栋、弟弟39歲杨兆龙多人凌遲殺害，妻子45歲田雌凤、女婿18歲马千驷斬首。妹夫33歲张世爵等发遣；女婿22歲宋承恩放回籍还职洪边宣慰应袭。宣判後眾囚大呼冤枉，明朝將每囚一镣，肘外覆以紅衣紅巾,由一官押送，10人又而扶且推之出西长安门。夹道圍观的人一百万，刑場西市仅20里，下午3-5時（日晡）才到。行刑時天色已近昏黑。二十九年（1601年），播州废除土司，改设流官，分为遵义府和平越府。遵义府隶属四川，领真安州、遵义县、绥阳县、桐梓县、仁懷縣。平越府隶属贵州，领黄平州、湄潭县、餘慶縣、瓮安县。三十一年（1603），吳洪、盧文秀等又在当地发动叛乱，被李應祥平定。三十二年（1604），李化龙进为少保、兵部尚书，郭子章、江铎、支可大、劉綎、陈璘、马孔英、吴广、李应祥等人均论功行赏。
事后，李化龍编纂《平播全书》，详尽收录平播过程中的公文、书信，记载周备。与此同时，播州之役三年后就出现了章回小说《征播奏捷传》，夹杂史实和小说家言，将陈璘塑造为主人公和首要功臣。郭子章对小说偏离事实十分不满，著《平播始末》以澄清。
十幾年後另一個封建地主努爾哈赤起兵反明，在薩爾滸之戰殺死了劉挺，萬曆帝不再能擊敗及殘酷殺害其家族。1621年播州鄰近地區又爆發了奢安之亂。
1979年，在遵义市文化馆工作的葛镇亚，因为曾在《遵义府志》中读到过遵义有个海龙屯，是“平播之役”的主战场，位置在距离城北面几十公里外的某处。终于在白雪皑皑的一天，于遵义城北约30公里的深山之中，发现了一道矗立在冰天雪地里的黑色关口。2012年4月至2020年5月，李飞等人对海龙囤遗址展开了大规模的考古发掘、资料整理与研究工作。2022年，海龙屯考古“十年磨一剑”的成果——由贵州省文物考古研究所、贵州省博物馆、遵义海龙屯文化遗产管理局编著的，4卷225万字的考古报告《海龙囤》（报告沿用文献旧称）重磅出炉。海龙屯景点对外开放但收取门票费用。

## 影响和评价
播州城在战前颇为繁华，“居民富庶，有江南氣象”。播州之役中，播州城虽未成为主战场，仍遭大规模破坏，建筑几乎被明军全部焚毁。在平播中担任贵州监军的楊寅秋经过播州城，感慨“千年剏建之播，一朝成墟，見者無不徘徊咨嗟”。:152
平播的成功深受时人赞赏。張悌在《平播全书·叙》中认为，与傅友德征云南、马烨处理彝族、麓川之役、思州之役等相比，播州之役是明朝在西南少数民族地区上最成功的行动，“出师才百十四日，辟两郡二千里封疆，奏二百餘年所未得志于西南夷盛事”。瞿九思在《万历武功录》中称赞，顺利平播使得播州没有变成类似唐之南诏、宋之大理的独立政权。:1
然而前首辅申時行批评平播“好事喜功、穷兵殚财”。此役花费约250万两白银，善后开支超过100万两。播州之役与宁夏之役、朝鲜之役并称“万历三大征”，接连战争带来的军费开支让万历朝陷入巨大的财政危机。明廷于是推行开矿搉税、三饷加派等掠夺性的经济政策，激化了社会矛盾。
改土归流之后，中原汉族文化通过官员、移民等载体进入播州地区，当地经济、文化快速发展。遵义后来发展为贵州较富庶的地区，亦是中原技术、文化向贵州其他地区传播的跳板。